# Astragalus andrasovszkyi
Astragalus andrasovszkyi es una especie de planta del género Astragalus, de la familia de las leguminosas, orden Fabales.
Fue descrita científicamente por Bornm.